# Sclérose institutionnelle
 (février 2025).
Motif : Sources ? Notoriété ?
- Archive Wikiwix
- Bing
- Cairn
- DuckDuckGo
- E. Universalis
- Gallica
- Google
- G. Books
- G. News
- G. Scholar
- Persée
- Qwant
- (zh) Baidu
- (ru) Yandex
- (wd) trouver des œuvres sur Wikidata

| 1. | Préciser le motif de la pose du bandeau. | Précisez le motif de la pose du bandeau en utilisant la syntaxe suivante : {{admissibilité à vérifier\|date=mars 2025\|motif=remplacez ce texte par le motif}}                                 |
| 2. | Informer les utilisateurs concernés.     | Pensez à avertir le créateur de l'article, par exemple, en insérant le code ci-dessous sur sa page de discussion : {{subst:avertissement admissibilité à vérifier\|Sclérose institutionnelle}} |

 (février 2025).
Si vous disposez d'ouvrages ou d'articles de référence ou si vous connaissez des sites web de qualité traitant du thème abordé ici, merci de compléter l'article en donnant les références utiles à sa vérifiabilité et en les liant à la section « Notes et références ».
 (février 2025).
La mise en forme du texte ne suit pas les recommandations de Wikipédia : il faut le « wikifier ».
Les points d'amélioration suivants sont les cas les plus fréquents :
- Les titres sont pré-formatés par le logiciel. Ils ne sont ni en capitales, ni en gras.
- Le texte ne doit pas être écrit en capitales (les noms de famille non plus), ni en gras, ni en italique, ni en « petit »…
- Le gras n'est utilisé que pour surligner le titre de l'article dans l'introduction, une seule fois.
- L'italique est rarement utilisé : mots en langue étrangère, titres d'œuvres, noms de bateaux, etc.
- Les citations ne sont pas en italique mais en corps de texte normal. Elles sont entourées par des guillemets français : « et ».
- Les listes à puces sont à éviter, des paragraphes rédigés étant largement préférés. Les tableaux sont à réserver à la présentation de données structurées (résultats, etc.).
- Les appels de note de bas de page (petits chiffres en exposant, introduits par l'outil «  Source ») sont à placer entre la fin de phrase et le point final[comme ça].
- Les liens internes (vers d'autres articles de Wikipédia) sont à choisir avec parcimonie. Créez des liens vers des articles approfondissant le sujet. Les termes génériques sans rapport avec le sujet sont à éviter, ainsi que les répétitions de liens vers un même terme.
- Les liens externes sont à placer uniquement dans une section « Liens externes », à la fin de l'article. Ces liens sont à choisir avec parcimonie suivant les règles définies. Si un lien sert de source à l'article, son insertion dans le texte est à faire par les notes de bas de page.
- La présentation des références doit suivre les conventions bibliographiques. Il est recommandé d'utiliser les modèles {{Ouvrage}}, {{Chapitre}}, {{Article}}, {{Lien web}} et/ou {{Bibliographie}}. Le mode d'édition visuel peut mettre en forme automatiquement les références.
- Insérer une infobox (cadre d'informations à droite) n'est pas obligatoire pour parachever la mise en page.

Pour une aide détaillée, merci de consulter Aide:Wikification.
Si vous pensez que ces points ont été résolus, vous pouvez retirer ce bandeau et améliorer la mise en forme d'un autre article.
Le concept de sclérose institutionnelle a été introduit pour la première fois par l'économiste et chercheur en sciences sociales américain Mancur Olson, dans son livre The Rise and Decline of Nations, publié en 1982. Olson soutient que le nombre de groupes d'intérêts au sein d'une société a un effet sclérosant sur la croissance économique. Il cherche à expliquer la croissance économique et les performances des sociétés dans différents pays en se concentrant sur le rôle des institutions, et plus particulièrement des lobbys et divers groupes d'intérêts.
La formulation de ce concept s'appuie sur l'ouvrage précédent d'Olson, la Logique de l'action collective (1965). Elle met l'accent sur le problème de l'action collective, où les individus sont poussés par des incitations sociales à rejoindre des collectifs dans le but de fournir des biens et des services. Néanmoins, d'autres personnes sont réticentes à contribuer, tout en profitant du travail collectif. La logique conduit donc les individus à créer et à rejoindre des groupes d'intérêt plus petits dans le but de prévenir le problème du passager clandestin, car les groupes plus importants sont plus susceptibles de souffrir de ce phénomène.
La conséquence de cette dynamique se traduit par une augmentation du nombre de groupes d'intérêt. Cela pourrait créer une situation de stabilité politique, mais Olson affirme que ces groupes sont limités à un certain nombre d'intérêts et d'activités qui auront un effet sclérosant sur le développement de la société.
Cela créera donc une situation d'alliance redistributive et de recherche de rente, qui finiront par entraver le progrès technologique, l'accumulation de capital et la croissance. En outre, les groupes voudront rester de taille très réduite pour éviter les problèmes d'action collective. Cela signifie qu'il y aura peu de place et de possibilités d'influencer de l'extérieur pour s'adapter aux changements et à l'innovation. En général, il note que les sociétés avec un plus grand nombre de groupes d'intérêt sont « censées être moins flexibles et moins innovantes », ce qui ensuite aura un effet sclérosant sur la croissance.
La conceptualisation de la sclérose institutionnelle a suscité un grand nombre de débats parmi les spécialistes de la croissance économique. Diverses recherches en ont traité, mais beaucoup se sont accordées sur le fait que ce travail sera toujours plus étroitement lié à la formation de groupes d'intérêt et à leurs conséquences macroéconomiques. Une étude récente sur la volatilité institutionnelle a montré que la sclérose institutionnelle reste un concept pertinent dans la recherche actuelle sur la compréhension de la croissance économique. Elle soutient qu'il serait pertinent pour un pays d'être dans une phase de sclérose institutionnelle pour traverser une volatilité institutionnelle.
Les sociétés ou institutions qui ne parviennent pas à s'adapter et à changer à un rythme suffisant sont parfois décrites comme présentant une sclérose institutionnelle. Cette sclérose est associée à la continuité et à la stabilité sociale mais peut également entraver la croissance économique.
Le concept implique que la croissance économique peut être mesurée et liée au nombre de groupes d'intérêt dans un pays, ce qui signifie que les économies politiquement stables laissent de la place à davantage de groupes d'intérêt. Toutefois, dans le même temps, le nombre élevé de groupes d'intérêt a un effet négatif sur le taux de croissance, car le pays est moins susceptible de s'adapter aux changements structurels.